# Президентські вибори в Ірані (2005)
Президентські вибори в Ірані відбулись 17 червня 2005 року, другий тур — 24 червня. За їх результатами перемогу здобув мер Тегерана, представник ультраконсерваторів Махмуд Ахмадінежад.

## Кандидати
- Алі Акбар Хашемі Рафсанджані
- Махмуд Ахмадінежад
- Мехді Каррубі
- Мустафа Моїн
- Мохаммед Багер Галібаф
- Алі Ларіджані
- Мохсен Мегралізаде